# 铅锤号铁甲舰
“铅锤”号铁甲舰（Affondatore）是意大利皇家海军的一艘装甲撞角铁甲舰，于1863年由伦敦米尔沃尔的哈里森建造。尽管尚未完工，“铅锤”号还是在第三次意大利独立战争期间被带回了意大利本土。本舰最初的设计是依靠撞角作为其唯一的武器，但在建造过程中，又配备了两门300磅炮。
“铅锤”号于1866年7月利萨海战前不久抵达利萨岛附近。在战斗开始时，本舰成为意大利海军上将卡洛·佩利翁·德·佩尔萨诺的旗舰。战斗开始后，“铅锤”号与奥地利舰队发生混战并多次被敌方火炮击中。“铅锤”号在同年8月的一场风暴中沉没，又在1867年至1873年间被打捞起并重建，之后被编入意大利主力舰队。1904年至1907年间，“铅锤”号在威尼斯担任警备舰，之后在塔兰托担任供应船，但最终命运却未见记载。

## 设计
1862年10月11日，意大利海军向位于英国伦敦米尔沃尔的Mare造船厂订购一艘蒸汽撞角铁甲舰，由意大利海军指挥官西蒙尼·安东尼奥·圣邦设计。但由于财务问题导致这艘舰的订单被转交给同样位于米尔沃尔的哈里森造船厂。“Affondatore”一词在意大利语中意为“铅锤”或者“击沉者”。圣邦最初计划让这艘舰不配备武器，只依靠撞角击沉敌舰，但哈里森厂的一名工程师修改了设计案，额外安装了两门大口径火炮。

### 常规参数和轮机

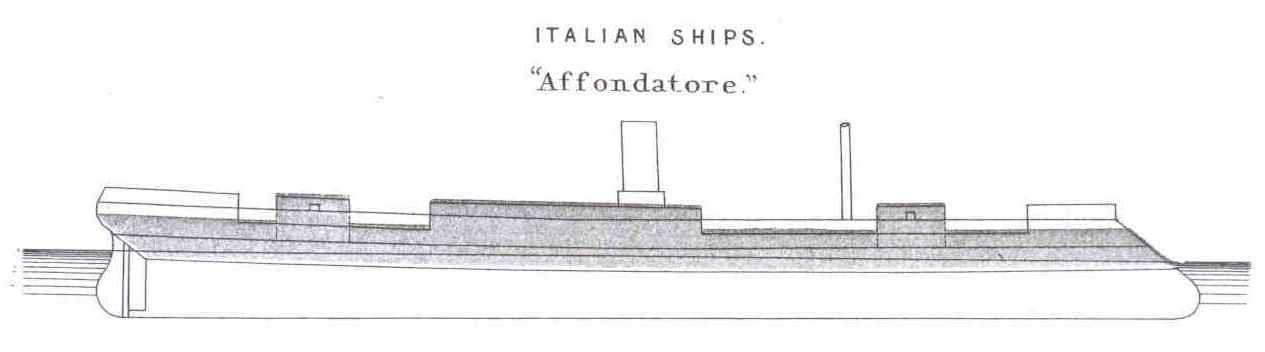
“铅锤”号的线稿，标记了装甲防御的区域。

“铅锤”号垂标间距为89.56（293英尺10英寸），全长93.8（307英尺9英寸），舷宽12.20（40英尺），吃水深6.35（20英尺10英寸），标准配置下的排水量为4,006長噸（4,070公噸），满负荷时可达4,307長噸（4,376公噸）。建造完成时，本舰的上层建筑非常简陋，仅有一座小型指挥塔。舰员编制最初为309名军官和士兵，后来增至356人。
本舰由一台单胀船用蒸汽机驱动，驱动一具单螺旋桨轴，蒸汽由8座矩形锅炉提供，锅炉废气集中从一根舰舯部的烟囱中排出。在使用引擎驱动时，输出功率为2,717匹指示馬力（2,026千瓦特），最高速度可达12節（22每小時；14英里每小時）。装载足量的煤炭后，本舰在10節（19每小時；12英里每小時）航速下航程可达到1,647海里（3,050；1,895英里）。为了进行长途航行，“铅锤”号装备了一套双桅纵帆装具。

### 武器装备和装甲
“铅锤”号最初建造时分别在舰艏和舰艉的单座炮塔中各装备了1门300磅阿姆斯特朗炮。这两门火炮的确切直径尚不清楚，可能是220（8.7英寸）或228（9英寸）。此外，舰上还装备了两门80（3.1英寸）炮用于登陆支援。舰首装设了一枚2.5（8.2英尺）长的撞角。舰体外壳为铁制，侧面和炮塔由127（5英寸）的锻铁装甲防护，甲板装甲厚度为50（2.0英寸）。

## 服役历史
“铅锤”号于1863年4月11日铺设龙骨，1865年11月3日下水。1866年6月，意大利计划向奥地利宣战，未避免落入英国手中，意大利政府命令舰员将未完工的“铅锤”号从英国海域转移至瑟堡进行舾装。6月20日，也就是意大利宣战的那天，“铅锤”号离开瑟堡前往亚得里亚海，以便加入在此作战的意大利主力舰队。于是，第三次意大利独立战争在意大利与奥地利帝国之间爆发，普奥战争也同时爆发。尽管奥地利舰队比意大利舰队在实力上要弱得多，意大利舰队指挥官海军上将卡洛·佩利翁·德·佩尔萨诺在战争最初阶段还是采取了谨慎的行动方针，不愿冒险与奥地利海军直接交战。佩尔萨诺声称他只是在等待从英国建造完成返回意大利本土途中的新式装甲撞角舰“铅锤”号，但他的不作为大大削弱了舰队的士气，他的许多下属公开指责其懦弱的做法。“铅锤”号于6月28日经过直布罗陀进入地中海。

### 利萨战役

显示1866年7月20日利萨海战中两军舰队部署情况的地图

1866年7月16日，佩尔萨诺率领意大利舰队离开安科纳并于18日抵达利萨岛，随队还有装载3000名士兵的运载船。意大利方面以军舰对奥地利在岛上的要塞进行炮击，意图在要塞被压制后让士兵登陆。作为回应，奥地利海军派出特格特霍夫率领的舰队攻击意大利舰只。佩尔萨诺7月18日抵达利萨岛海域后，花了两天时间试图压制岛上的奥地利炮台以便于士兵登陆，但最终没能成功。这一系列行动导致了意大利舰队大量的弹药消耗，直接影响了接下来的战斗。7月19日，“铅锤”号抵达利萨岛附近海域后加入了意大利舰队。但船员们尚未完全熟练操控舰船，在驶向意大利和亚得里亚海时遇到了困难。佩尔萨诺决定第二天进行第三次尝试，但在意大利舰队发起进攻之前，通信船“探险”号传来了特格特霍夫舰队逼近的消息，这引发了佩尔萨诺舰队的一片混乱。第一总队指挥官乔瓦尼·瓦卡海军上将旗下的三艘舰船位于佩尔萨诺主力舰队东北三英里处，另外三艘铁甲舰则位于更远的西边。
佩尔萨诺立即命令他的舰队与瓦卡的舰只编组，先排成并列一字编队，然后排成一路纵队前进。“铅锤”号最初位于意大利战列线不受攻击的侧面。在行动开始前不久，佩尔萨诺离开了他的旗舰“意大利国王”号，并转移到“铅锤”号，然而在其他舰上的指挥官都不知道这一变化。佩尔萨诺驱使着“铅锤”号在意大利战列线上来回航行，向各舰发号施令。但由于各舰舰长们并不知道指挥官在“铅锤”号上，忽略了该舰发出的信号。因此，意大利舰队中的舰只开始各自为战。更危险的是，由于佩尔萨诺命令“意大利国王”号停船，导致了在瓦卡的第一总队三艘舰与后面战列线的其余舰只之间形成了一个很明显的缺口。特格特霍夫率领他的舰队穿过瓦卡和与佩尔萨诺的舰船之间的空隙，试图发动混战，但他在第一次通过时未能撞击到意大利舰船。随后，奥地利舰队转向佩尔萨诺的舰队，并对领头的意大利铁甲舰进行了猛烈射击。佩尔萨诺最初让他的座舰“铅锤”号与战线保持一定的距离，直到“意大利国王”号被奥地利舰队旗舰“费迪南·马克斯大公”号撞上并因此沉没。
在奥地利舰队开始攻击意大利铁甲舰“葡萄牙国王”号后，佩尔萨诺决定将“铅锤”号投入战斗。他令“铅锤”号撞击奥地利风帆战列舰“皇帝”号但未能成功。在“皇帝”号撞击了“葡萄牙国王”号之后，“铅锤”号再次尝试撞击“皇帝”号。这次“铅锤”号虽然没有成功撞上“皇帝”号，但一门火炮命中了“皇帝”号，造成二十名舰员死伤。此时，奥地利铁甲舰退出混战，以保护其木质舰艇。佩尔萨诺试图率领“铅锤”号追击，但当发现只有一艘铁甲舰响应他的指挥后便放弃了追击。战斗严重挫伤了意大利水兵的士气，舰上的弹药和煤炭都不足。意大利舰队于是开始撤退，奥地利舰队随之追击。当夜幕降临时，对峙双方舰队完全脱离战斗，分别驶向安科纳和普拉。在这场战斗中，“铅锤”号被22枚奥地利炮弹击中。

### 后期服役

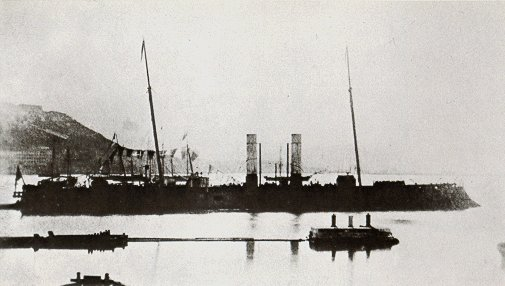
“铅锤”号紧跟在“利萨”号之后

1866年8月6日，“铅锤”号在安科纳港的一场风暴中沉没，有记载认为这可能是由于在利萨战役中受到的损伤所致。然而，根据海军历史学家格林和马西尼亚尼的说法，“铅锤”号只是因为干舷较低造成进水过多，在利萨海战中所遭受的损坏与其沉没无关。而当时的法国期刊《海军与殖民地评论》（La Revue Maritime et Coloniale）则认为，“铅锤”号的沉没是由于舰上舱口安装错误，导致恶劣天气下海水灌入舱内。11月5日，“铅锤”号被打捞出水。自1867年起至1873年间，“铅锤”号在拉斯佩齐亚进行重建。期间舰上的桅杆和帆具被拆除，取而代之的是两根带有战斗桅楼的战斗桅。1883年至1885年间，“铅锤”号被安装了新的锅炉和发动机，额定功率为3,240匹指示馬力（2,420千瓦特），速度为13節（24每小時；15英里每小時）。在1885年举行的意大利海军年度舰队演习中，“铅锤”号隶属于“西方舰队”第二总队，同一编队参演的还有铁甲舰“罗马”号及五艘鱼雷艇。在演习中，“西方舰队”负责攻击防守的“东方舰队”，以此模拟法意之间可能爆发的冲突。演习就在撒丁岛附近进行。
1888年，“铅锤”号出席了为德国皇帝威廉二世访问意大利期间举行的海军检阅。1888年至1889年间，“铅锤”号进行了大规模的现代化改造。主炮被更换为两门安装在新炮塔中的炮。上层建筑被翻新扩建以容纳新的副炮，此外还安装了第二根战斗桅。新的副炮包括6门4.7英寸（119）单装炮，1门75（3英寸）速射炮，8门速射炮，以及4门37（1.5英寸）哈乞开斯转轮炮。1891年，“铅锤”号被安装了两具鱼雷发射管，并改装成为一艘鱼雷训练舰。
在1893年的舰队演习中，“铅锤”号与铁甲舰“恩里克·丹多洛”号、鱼雷巡洋舰“戈意托”号以及四艘鱼雷艇一起服役于现役分舰队第三总队。演习从8月6日持续到9月5日，现役舰队的舰只模拟了法国对意大利舰队的攻击。自当年10月1日起到1894年，“铅锤”号与铁甲舰“安科纳”号、防护巡洋舰“利古里亚”号、“伊特鲁利亚”号以及“翁布里亚”号、鱼雷巡洋舰“蒙扎巴诺”号、“蒙泰贝洛”号和“孔菲恩扎”号以及其他几艘舰艇一起驻扎在塔兰托。1899年，“铅锤”号被编入第二总队，同一舰队还包括铁甲舰“西西里”号和“卡斯特尔菲达多”号，以及鱼雷巡洋舰“帕耳忒诺珀”号和“乌剌妮娅”号。1904年，“铅锤”号被被分配到威尼斯防御部队，担任警备舰直至1907年。1907年10月11日，“铅锤”号被除籍，此后作为塔兰托的浮动弹药库，但最终命运未见记载。

## 脚注

### 引文
1. 1 2  张恩东 (2018)，第237頁.
2. ↑  杨冯生 (2021)，第75頁.
3. ↑  郭威 (2007)，第224頁.
4. ↑  Sandler (1979)，第134頁.
5. ↑  徐玉辉 (2023)，第279頁.
6. ↑  Fraccaroli (1979)，第335, 339頁.
7. 1 2 3 4 5 6 7 8 9 10  Ordovini, Petronio & Sullivan (2014)，第354頁.
8. 1 2 3 4  Fraccaroli (1979)，第339頁.
9. ↑  Fraccaroli (1979)，第339–340頁.
10. ↑  Fraccaroli (1979)，第335, 339—340頁.
11. ↑  Sondhaus (1994)，第1頁.
12. ↑  Greene & Massignani (1998)，第217–222頁.
13. ↑  Sondhaus (1994)，第1–2頁.
14. ↑  Wilson (1896)，第219–224頁.
15. ↑  "La Battaglia di Lissa".
16. ↑  Fraccaroli (1979)，第335頁.
17. ↑  "The Battle of Lissa"，第417頁.
18. ↑  大连海运学院《英汉航海词典》编写组 (1980)，第171頁.
19. ↑  Wilson (1896)，第223–225頁.
20. ↑  申秋元, 姚剑华 & 程新平 (2022)，第270頁.
21. ↑  Wilson (1896)，第232–238頁.
22. ↑  Wilson (1896)，第238–241, 250頁.
23. ↑  Wilson (1896)，第245頁.
24. ↑  Greene & Massignani (1998)，第237頁.
25. ↑  Dupont (1872)，第425頁.
26. ↑  Miscellaneous.
27. ↑  《英汉舰船科技词汇》编辑组 (1975)，第675頁.
28. ↑  中国科学院编译出版委员会名词室 (1963)，第234頁.
29. ↑  Brassey (1888)，第354頁.
30. ↑  Brassey (1886)，第141頁.
31. ↑  Brassey (1889)，第453頁.
32. 1 2  Fraccaroli (1979)，第340頁.
33. ↑  Clarke & Thursfield (1897)，第202–203頁.
34. ↑  Garbett (1894)，第201頁.
35. ↑  Brassey (1899)，第72頁.

## 期刊来源
- Brassey, Thomas (编). . The Naval Annual (Portsmouth: J. Griffin & Co.). 1886. OCLC 896741963.
- Brassey, Thomas (编). . The Naval Annual (Portsmouth: J. Griffin & Co.). 1888. OCLC 896741963.
- Brassey, Thomas (编). . The Naval Annual (Portsmouth: J. Griffin & Co.). 1889: 450–455. OCLC 5973345.
- Brassey, Thomas (编). . The Naval Annual (Portsmouth: J. Griffin & Co.). 1899. OCLC 896741963.
- Dupont, Paul (编).  [Notes on the Navy and Military Ports of Italy]. La Revue Maritime et Coloniale (Paris: Imprimerie Administrative de Paul Dupont). 1872, XXXII: 415–430 （法语）.
- Garbett, H. (编). . Journal of the Royal United Service Institution (London: J. J. Keliher). 1894,. XXXVIII: 193–206. OCLC 8007941.
- Ordovini, Aldo F.; Petronio, Fulvio; Sullivan, David M. . Warship International. Vol. 51 no. 4. December 2014: 323–360. ISSN 0043-0374.
- (PDF). The Engineer. Vol. 22. 1866-11-30: 417–418. （原始内容 (PDF)存档于2015-02-07）.

## 网络来源
- [The Battle of Lissa (20 July 1866)]. Marina Militare.   [7 February 2015]. （原始内容存档于2015-02-26） （意大利语）.
- . Birmingham Daily Post (2582) (Birmingham). 5 November 1866.